# In Salah (distrito)
In Salah é um distrito localizado na província de Tamanghasset, Argélia. Sua capital é a cidade de mesmo nome. A população total do distrito era de 39 167 habitantes, em 2008.

## Comunas
O distrito está dividido em duas comunas:
- In Salah
- Foggaret Ezzaouia